# Ritter des heiligen Grals
Ritter des heiligen Grals (Originaltitel El Capitán Trueno y el Santo Grial) ist ein spanischer Abenteuerfilm aus dem Jahr 2011 von Antonio Hernández.

## Handlung
1291 n. Chr. nördlich von Haifa: Trueno, Anführer einiger Kreuzritter, schafft es, gemeinsam mit seinen Mitstreitern, darunter seine treuen Gefährten Crispin und Goliath, eine Gruppe Gefangener aus einer nordafrikanischen Festung zu befreien. Unter ihnen befindet sich ein älterer Mann, der Trueno Hinweise bezüglich des Heiligen Grals gibt und ihn darum bittet, dieses mächtige Artefakt nach Spanien zu bringen. Dort soll er den Kelch der Gemeinschaft der Gralwächter übergeben. Als er den Kelch schließlich in seine Gewalt bringen kann, schließt er ein Bündis mit einer Prinzessin der Wikinger, um diesen sicher nach Spanien zu bringen.
Nicht nur die Spanier haben es darauf abgesehen, den Kelch zu besitzen. Auch eine mächtige böse Zauberin namens Ariadna versucht den Kelch in ihre Hände zu bekommen. Durch diesen verspricht sie sich weitere Macht. Trueno muss außerdem die Bevölkerung vor Angriffen der „schwarzen Teufel“ unter Führung von Sir Jonathan Black beschützen. Als er von Sir Black gefangen genommen wird, erkennt er, dass dieser sich mit Ariadna verbündet hat. 

## Hintergrund

### Produktion
Der Film basiert auf der Comicbuchreihe El Capitán Trueno (von Víctor Mora und Ambrós) aus den 1950er Jahren. Aufgrund von Problemen der Filmfinanzierung verzögerte sich die Inszenierung eines Spielfilms um Capitán Trueno seit Ende der 1990er Jahre. Ap April 2010 fand die finale Auswahl des Regisseurs und der Drehbuchautoren statt. Nach mehreren Änderung innerhalb des Casts gingen die Hauptrollen schließlich an Natasha Yarovenko und Sergio Peris Mencheta. Die Dreharbeiten begannen am 16. August 2010. Gedreht wurde unter anderen in El Escorial, Baños de la Encina, Aldea del Rey, Lagunas de Ruidera, Höhle der Palomas von Yatova, Höhle Turche von Buñol, Abantos, Chulilla und der Strand l’Ahuir in Gandía, die Salzwiesen von Elche und die Stadt des Lichts in Alicante. Letzter Drehtag war im November 2010.

### Veröffentlichung
Der Film feierte in Spanien seine Premiere am 7. Oktober 2011. Seine deutsche Free-TV-Premiere gab der Film am 10. August 2013 auf dem Sender RTL Zwei.

## Rezeption
„Farbenprächtiger historischer Abenteuerfilm mit komödiantischen Elementen; solide ausgestattet und inszeniert, krankt er an der mangelnden Ausstrahlung der Darsteller.“

„Das hübsch altmodische Familienabenteuer nach einem spanischen Comic ist zu simpel gestrickt.“

Sandra Alvarez bezeichnet den Film als „großes, stinkendes, heißes Durcheinander“. Sie findet, dass Regisseur Antonio Hernández den Film „verpfuscht“ hätte und bemängelt die „Dummheit“ im Film.
Im Popcornmeter, der Zuschauerwertung auf Rotten Tomatoes, hat der Film bei weniger als 50 Abstimmungen eine Wertung von 12 %. In der Internet Movie Database hat der Film bei über 650 Stimmabgaben eine Wertung von 3,1 von 10,0 möglichen Sternen (Stand: Februar 2025).